# إجاص الأرض
إجاص الأرض أو الياكون التفافي الأوراق (الاسم العلمي: Smallanthus sonchifolius) (بالإسبانية: Yacón)‏ هو نوع من النباتات يتبع جنس الياكون من الفصيلة النجمية.
وهو نبات معمر يزرع تقليدياً في شمال ووسط الأنديز من كولومبيا إلى شمال الأرجنتين لجذوره الدرنية حلوة المذاق. له ملمس ونكهة مشابهة جداً للجكامة (بالإنجليزية: jicama)‏ مع اختلاف أن لديه بعض النكهات الراتنجية والبنفسجية. هذا النكهة ربما تعود إلى مادة حلوة تسمى الإنولين التي تشابه الطعم الحلو لجذور نبات الطيون اليوناني الذي يحتوي أيضا على هذه المادة. وتتألف الدرنة في معظمها من المياه ومادة قليل السكاريد الفركتوزي fructooligosaccharides وهي من متعددات السكاريد الغير قابلة للهضم.

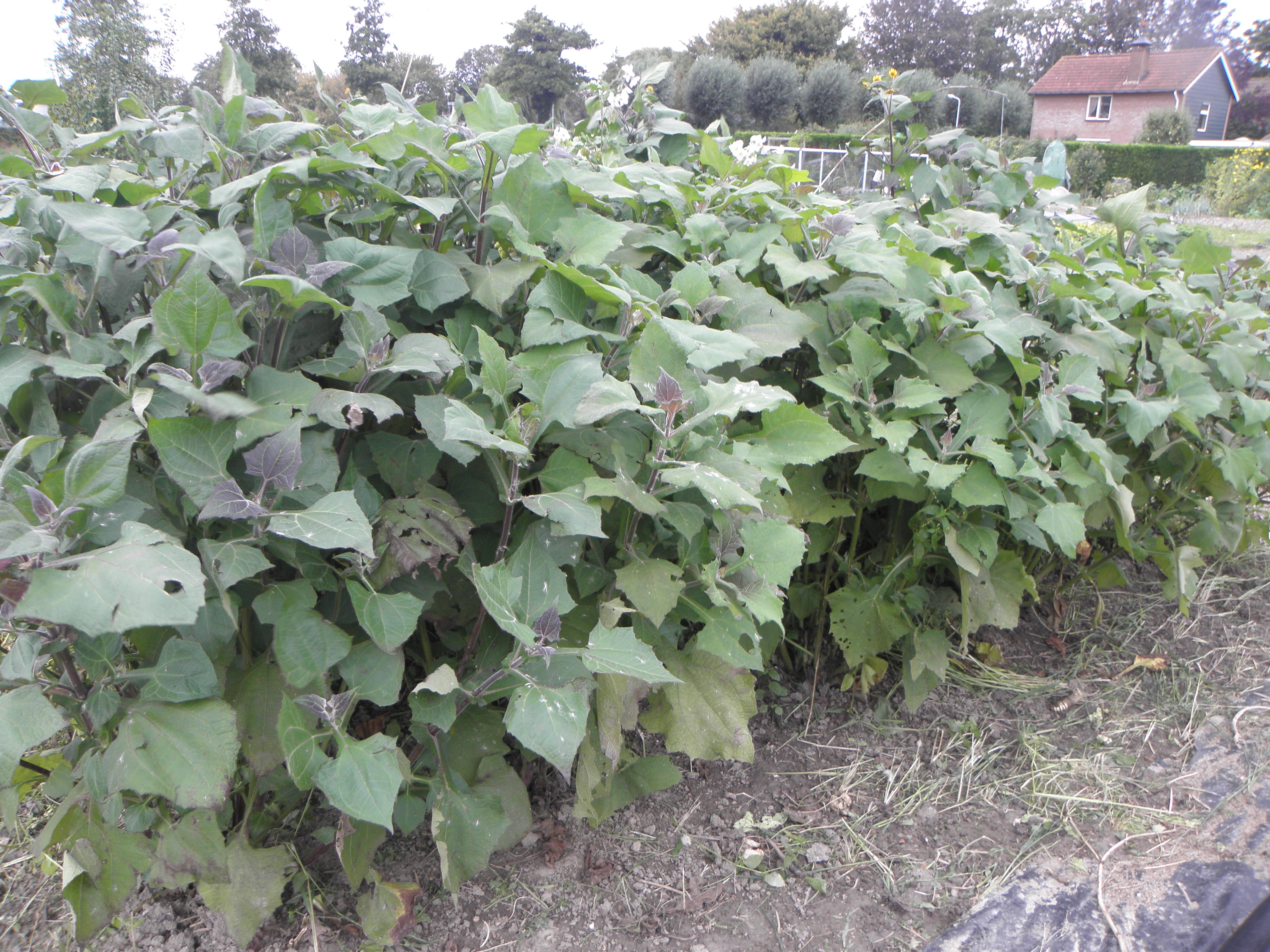
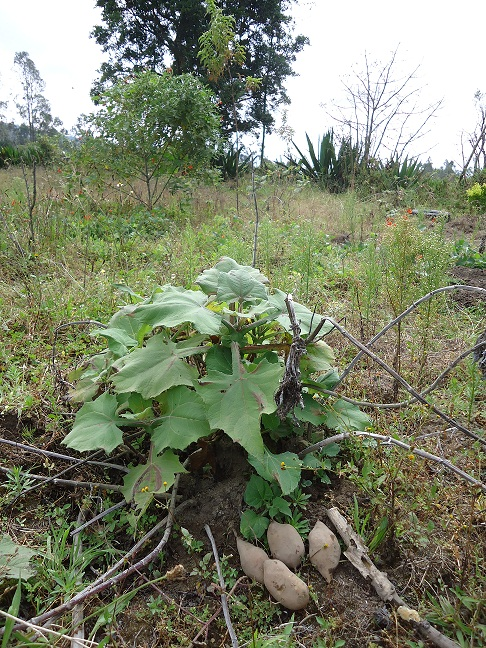
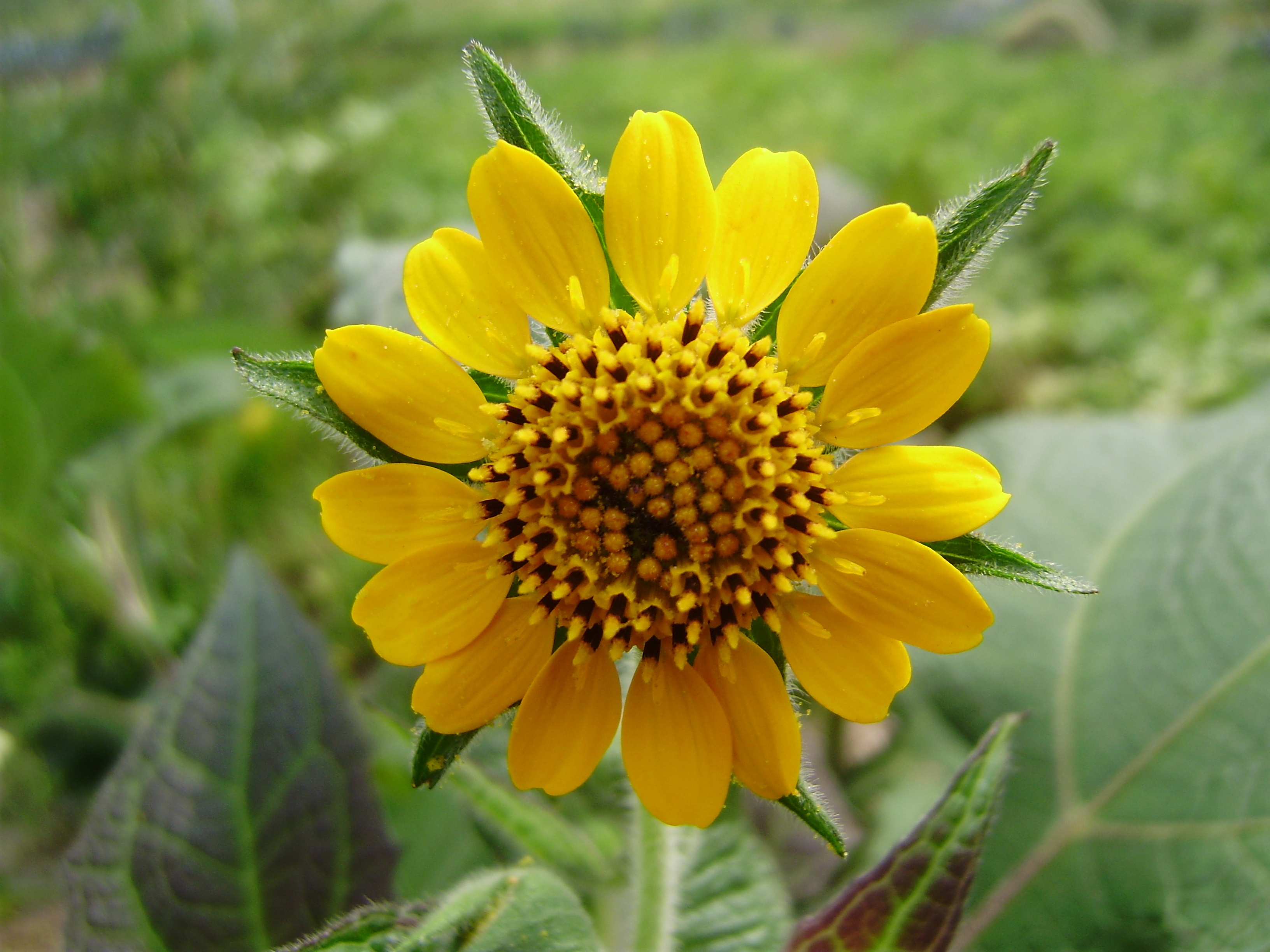
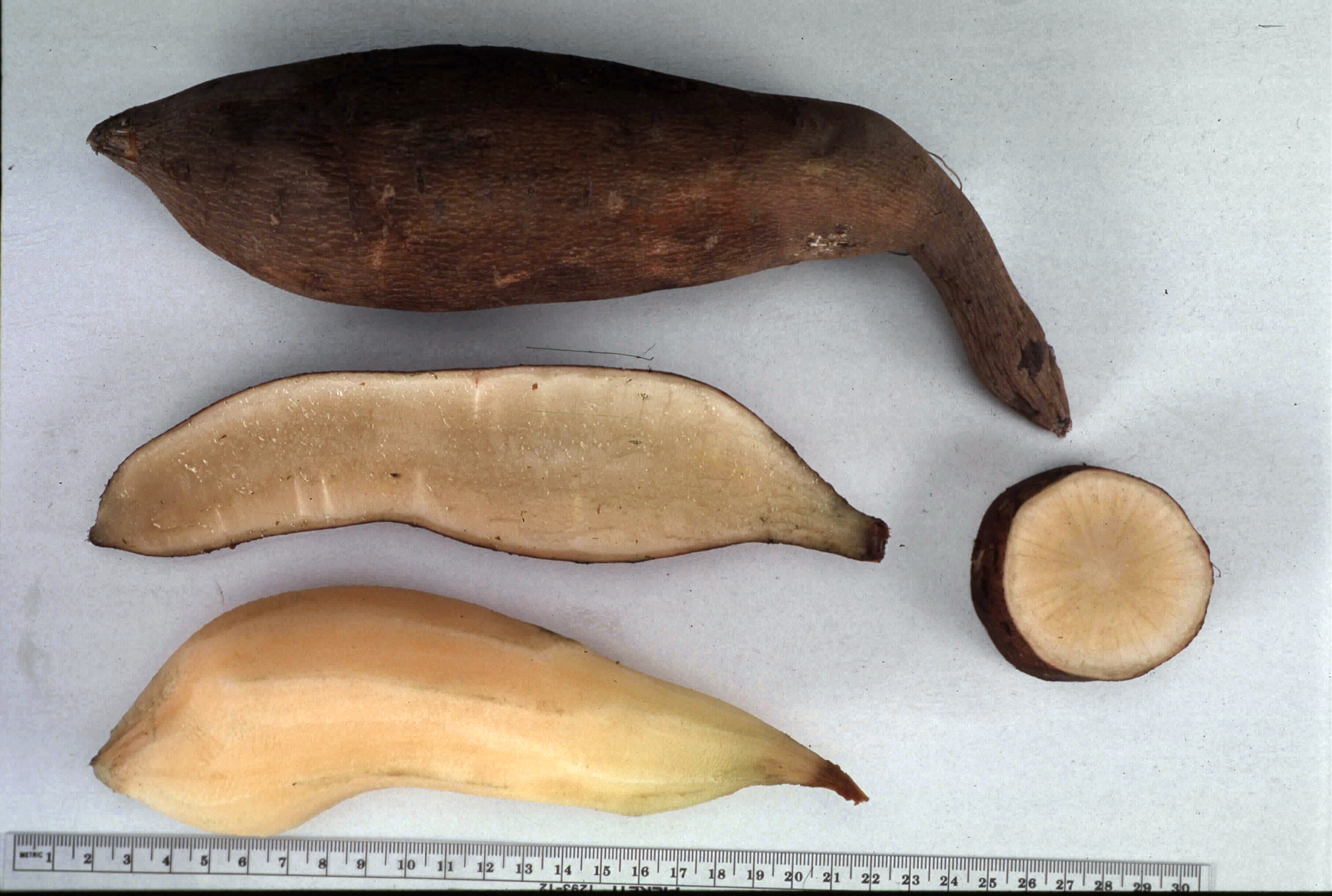